# Jaqarus
El pueblo indígena jaqaru se asienta en el distrito de Tupe, de la provincia de Yauyos, departamento de Lima. En este sitio se encuentra Tupinachaca, lugar en el que se hallaron pinturas rupestres, lo cual es una evidencia de antiguos asentamientos humanos en la zona. Este es el sitio arqueológico de mayor importancia política e ideológica de esa zona.

## Historia
Antiguamente, los jaqarus se asentaron en una quebrada que llamaron Marka y que luego sería denominada por los españoles Tupi o Tupe. Hoy, este pueblo vive principalmente en las comunidades campesinas de Aiza y Tupe, ubicadas en el distrito de Tupe, y en las comunidades campesinas de Catahuasi y Cachuy, ubicadas en el distrito de Catahuasi. Si bien estas comunidades se encuentran registradas en la provincia limeña de Yauyos, comprenden también parte del territorio de los departamentos de Junín y Huancavelica. Según los resultados de los censos nacional 2017, por sus costumbres y sus antepasados han sido 673 personas que se han autoidentificado como parte del pueblo Jaqaru a nivel nacional; y por el idioma o lengua materna con el que aprendió a hablar en su niñez han sido 448 personas que han manifestado que hablan la lengua Jaqaru que corresponde al 0,01% del total de lenguas originarias a nivel nacional. Además, los datos obtenidos por el Ministerio de Cultura, la población de las comunidades del pueblo jaqaru se estima en 533 personas.